# Agrostis poeppigiana
Agrostis poeppigiana là một loài thực vật có hoa trong họ Hòa thảo. Loài này được Phil. mô tả khoa học đầu tiên năm 1897.